# Альме
Альме (італ. Almè, п'єм. Almè) — муніципалітет в Італії, у регіоні Ломбардія, провінція Бергамо.
Альме розташоване на відстані близько 490 км на північний захід від Рима, 45 км на північний схід від Мілана, 7 км на північний захід від Бергамо.
Населення — 5677 осіб (2014).
Щорічний фестиваль відбувається 23 квітня. Покровитель — святий Іван Хреститель.

## Демографія
Населення за роками:

Станом на 1 січня 2023 року в муніципалітеті офіційно проживало 379 іноземців з 42 країн, серед них 35 громадян країн Євросоюзу та 31 громадянин України.

## Сусідні муніципалітети
- Альменно-Сан-Бартоломео
- Альменно-Сан-Сальваторе
- Паладіна
- Соризоле
- Вілла-д'Альме